# あづまね温泉
あづまね温泉（あづまねおんせん）は、岩手県紫波郡紫波町に位置する温泉である。

## 泉質
- アルカリ性単純温泉
  - 泉温　40.7℃

## 温泉地
紫波町西部の東根山麓、果樹園の近くに温泉地が点在する。
日帰り入浴を扱う宿泊施設として、「ラ・フランス温泉館　ホテル湯楽々」と「温泉保養施設　ききょう荘」が存在する。
現在、「温泉保養施設　ききょう荘」では宿泊業を休止し、日帰り温泉のみ営業している。

## 歴史
1989年に行われたふるさと創生事業の際に「温泉保養公園クアパーク・ラ・フランス構想」計画の一環として、温泉掘削が実施され、開湯した。

## アクセス
鉄道
- JR東北本線 紫波中央駅・日詰駅・古館駅下車、車で10分。

自動車
- 東北自動車道紫波ICから車で5分。